# Hieronimo Squarciafico
Hieronimo Squarciafico fue un editor veneciano del siglo XV que trabajó para el humanista e impresor italiano Aldo Manucio, fundador de la Imprenta Aldina en Venecia .   Squarciafico es mejor conocido por lamentarse de la imprenta en un aforismo que se lee como un resumen conciso de las preocupaciones de sus contemporáneos sobre la difusión de las obras impresas: "La abundancia de libros hace que los hombres sean menos estudiosos".  Inicialmente, en 1477, escribió con entusiasmo sobre las obras que se dedicaba a imprimir.  Sin embargo, unos años más tarde, en 1481, Squarciafico pareció tener una visión más escéptica cuando imaginó una discusión entre los espíritus de los grandes autores del pasado celebrada en los Campos Elíseos en la que algunos de ellos alababan el arte de la imprenta; mientras que otros se quejaban de que "la imprenta había caído en manos de hombres iletrados, que lo corrompían casi todo";  y otros más lamentaban que "sus obras perecerían si no se imprimieran, ya que este arte obliga a todos los escritores a ceder ante él". 
Squarciafico sigue siendo relevante hoy en día en las críticas a la cultura electrónica moderna;  Ha sido citado recientemente por el teólogo Walter J. Ong y el crítico de tecnología Nicholas G. Carr, entre otros.  